# Volkswagen EA113
Volkswagen EA113 — бензиновый двигатель внутреннего сгорания немецкого автоконцерна Volkswagen, находящийся в производстве с 1995 года. Впервые был представлен на автомобилях Audi A4 (B5) и Audi A3 8L.
Также двигатель устанавливался на Volkswagen Golf IV, на Audi A3, Audi A4, Audi A6 и Audi S3. Двигатель выпускался как без, так и с турбонаддувом.
Существует также газомоторная модификация EcoFuel, работающая на метане. Она устанавливается на Volkswagen Caddy и Volkswagen Touran.

## Технические характеристики
|                           | 2.0 (80 кВт)                         | 2.0 (125 кВт)                              | 2.0 (136 кВт)                         | 2.0 (147 кВт)                              | 2.0 (162 кВт)                         | 2.0 (162—195 кВт)                                  | 2.0 (169 кВт)                         | 2.0 (177 кВт)                         | 2.0 (195—206 кВт)                             |
| ------------------------- | ------------------------------------ | ------------------------------------------ | ------------------------------------- | ------------------------------------------ | ------------------------------------- | -------------------------------------------------- | ------------------------------------- | ------------------------------------- | --------------------------------------------- |
| Код двигателя             | BSX                                  | BPJ                                        | BWA                                   | AXX, BWA, BWE, BPY                         | BUL                                   | CDLC, CDLD, CDLG, CDLH, CDLJ                       | BYD                                   | BWJ                                   | BHZ, CDLA, CDLF, CDLB, CDLK                   |
| Конфигурация              | Рядный двигатель                     | Рядный двигатель                           | Рядный двигатель                      | Рядный двигатель                           | Рядный двигатель                      | Рядный двигатель                                   | Рядный двигатель                      | Рядный двигатель                      | Рядный двигатель                              |
| Клапанов                  | 8                                    | 16                                         | 16                                    | 16                                         | 16                                    | 16                                                 | 16                                    | 16                                    | 16                                            |
| Система газораспределения | OHC                                  | OHC/DOHC                                   | OHC/DOHC                              | OHC/DOHC                                   | OHC/DOHC                              | OHC/DOHC                                           | OHC/DOHC                              | OHC/DOHC                              | OHC/DOHC                                      |
| Объём                     | 1984 см3                             | 1984 см3                                   | 1984 см3                              | 1984 см3                                   | 1984 см3                              | 1984 см3                                           | 1984 см3                              | 1984 см3                              | 1984 см3                                      |
| Диаметр × Ход поршня      | 82,5 × 92,8 мм                       | 82,5 × 92,8 мм                             | 82,5 × 92,8 мм                        | 82,5 × 92,8 мм                             | 82,5 × 92,8 мм                        | 82,5 × 92,8 мм                                     | 82,5 × 92,8 мм                        | 82,5 × 92,8 мм                        | 82,5 × 92,8 мм                                |
| Охлаждение                | Водяное охлаждение                   | Водяное охлаждение                         | Водяное охлаждение                    | Водяное охлаждение                         | Водяное охлаждение                    | Водяное охлаждение                                 | Водяное охлаждение                    | Водяное охлаждение                    | Водяное охлаждение                            |
| Мощность                  | 80 кВт (109 л. с.) при 5400 об/мин−1 | 125 кВт (170 л. с.) при 4300—6000 об/мин−1 | 136 кВт (185 л. с.) при 6000 об/мин−1 | 147 кВт (200 л. с.) при 5100—6000 об/мин−1 | 162 кВт (220 л. с.) при 5900 об/мин−1 | 162—195 кВт (220—265 л. с.) при 4500—6300 об/мин−1 | 169 кВт (230 л. с.) при 5500 об/мин−1 | 177 кВт (241 л. с.) при 6000 об/мин−1 | 195—206 кВт (265—280 л. с.) при 6000 об/мин−1 |
| Крутящий момент           | 160 Н*м при 3500—4700 об/мин−1       | 280 Н*м при 1800—4200 об/мин−1             | 270 Н*м при 1800—5000 об/мин−1        | 280 Н*м при 1700—5000 об/мин−1             | 300 Н*м при 2200—4800 об/мин−1        | 300—350 Н*м при 2200—5200 об/мин−1                 | 300 Н*м при 2250—5200 об/мин−1        | 300 Н*м при 2200—5200 об/мин−1        | 350 Н*м при 2500—5000 об/мин−1                |